# حبیب محمد (بازیکن فوتبال، زاده ۱۹۹۷)
حبیب محمد (انگلیسی: Habib Mohammed؛ زادهٔ ۴ ژوئیهٔ ۱۹۹۷) بازیکن فوتبال اهل غنا است.
وی همچنین در تیم‌های ملی فوتبال زیر ۲۳ سال غنا و غنا بازی کرده است.